# Pierre Charles Bouvier
Pierre Bouvier és el cantant del grup canadenc Simple Plan.
El seu nom complet és Pierre Charles Bouvier. Va néixer a Mont-real el 9 de maig de 1979. Fa aproximadament 1,80 m d'alçada.
Als 13 anys va fundar una banda de Punk Rock anomenada Reset amb ajuda d'un amic de l'escola Chuck Comeau. En aquesta banda era cantant i baixista.
Més tard van crear una altra banda: Simple Plan, en la qual Pierre és el líder i cantant de la banda, els altres membres de la banda són: Jeff Stinco (guitarra), Sébastien Lefebvre (guitarra i veu), David Desrosiers (baix i veu) i Chuck Comeau (bateria). Pràcticament triómfan a tot el món.
En els concerts, molts cops, toca tant la guitarra elèctrica com l'acústica.

## Vida personal
Bouvier va néixer a Mont-real. Té dos germans grans, en Jay i en Jonathan. Va assistir al Collège Beaubois de Pierrefonds, Quebec, amb els seus companys de banda Chuck Comeau, Jeff Stinco i Sébastien Lefebvre. Abans i en part durant la seva primera carrera musical, Bouvier va treballar com a cuiner a St-Hubert a Mont-real. Bouvier ees va casar el 2013 al Brasil amb Lachelle Farrar i van tenir dues filles. Actualment estan divorciats.

## Carrera
Quan Bouvier tenia 13 o 14 anys, va fundar la banda de punk rock Reset amb el seu millor amic Chuck Comeau de la qual era el baixista i el vocalista principal. No estava content amb Reset i va deixar la banda el 1999, un any després de la marxa de Comeau el 1998. El seu antic company de banda David Desrosiers va ocupar el seu lloc com a vocalista principal i baixista. Més tard va conèixer a Comeau en un concert de Sugar Ray i es va unir a ell per crear Simple Plan amb els antics companys d'escola David Desrosiers, Jeff Stinco i Sébastien Lefebvre.
Va presentar el "reality show" de MTV Damage Control.

## Instruments
Bouvier és més conegut per posseir una col·lecció de guitarres acústiques Takamine que utilitza en tots els àlbums i mentre toca en directe. També posseeix algunes guitarres elèctriques Fender. Des del 2020, també fa múltiples tasques com a baixista i cantant principal després de la marxa de David Desrosiers.

## Filmografia
| Any  | Títol                   | Rol              | Notes                                                  |
| ---- | ----------------------- | ---------------- | ------------------------------------------------------ |
| 2003 | What's New, Scooby-Doo? | Ell mateix (veu) | També va interpretar el tema principal amb Simple Plan |
| 2003 | The New Tom Green Show  | Ell mateix       | 1 episode                                              |
| 2003 | A Big Package for You   | Ell mateix       |                                                        |
| 2004 | New York Minute         | Ell mateix       |                                                        |
| 2004 | Punk Rock Holocaust     | Ell mateix       |                                                        |
| 2005 | Damage Control          | Ell mateix       | Amfitrió                                               |
| 2011 | Canada Sings            | Ell mateix (veu) |                                                        |
| 2021 | PAW Patrol: The Movie   | Jake             | (veu)                                                  |

## Discografia
Amb Reset
- Concerned (Demo, 1995)
- No Worries (1997)
- No Limits (1999)

Amb Simple Plan
- Bouvier actuant amb Simple Plan l'abril de 2017
- No Pads, No Helmets...Just Balls (2002)
- Still Not Getting Any... (2004)
- Simple Plan (2008)
- Get Your Heart On! (2011)
- Taking One for the Team (2016)
- Harder Than It Looks (2022)

Collaborations i aparicions
- "It's Not Easy (Being Green)" – MC Lars
- "Wavin' Flag" – K'naan
- "True Colors" – Artistes en contra
- "Too Little, Too Late" – Faber Drive (2013)
- "December" - MxPx
- "Take What You Give" - Silverstein (2020)
- "NICOTINA" - GionnyScandal (2021)
- "I Hate Everybody" - Chad Tepper (2021)
- "my ex" - Chad Tepper (2022)